# Pavlov's Dog
Pavlov's Dog — гурт утворений у Сент-Луїсі, штат Міссурі, США Майком Сафроном, Зігфрідом Карвером і Девідом Сьоркемпом. Візитівкою гурту є надзвичайно високий фальцет вокаліста Девіда Сьоркемпа. Крім вокалу гурту характерний ритмічний рок, який на додаток до стандартного набору (електрогітара, бас-гітара, ударні, клавішні) використовує деякі класичні інструменти, такі як флейта, скрипка та інші струнні інструменти, а також мелотрон.

## Учасники

### Перший склад
- Девід Сьоркемп (David Surkamp) — вокал, гітара;
- Девід Гамільтон (David Hamilton) — клавішні;
- Дуг Рейбьорн (Doug Rayburn) — мелотрон, флейта;
- Майк Сафрон (Mike Safron) — перкусія;
- Рік Стоктон (Rick Stockton) — бас-гітара;
- Зігфрід Карвер (Siegfried Carver) — скрипка, вітар, альт;
- Стів Скорфіна (Steve Scorfina) — гітара.

### Поточний склад
- Девід Сьоркемп — вокал, гітара;
- Сара Сьоркемп (Sara Surkamp) — вокал, гітара;
- Майк Сафрон — ударні, вокал;
- Біл Франка (Bill Franco) — гітара;
- Абі Хайнес Штайлінг (Abbie Haines Steiling) — скрипка;
- Рік Штайлінг (Rick Steiling) — бас-гітара;
- Нік Шлютер (Nick Schlueter) — клавішні;

## Історія гурту
За словами Майка Сафрона, він і Зігфрід Карвер сформували гурт. Девід Сьоркемп прослуховувався як гітарист, але Майк був не надто вражений здібностями Девіда. Перед тим як піти, Девід запитав, чи може він заспівати пісню. Коли Майк почув голос Девіда, він був вражений, і одразу ж вирішив, що Девід повинен бути вокалістом гурту.

## Дискографія
- 1974 Pampered Menial
- 1976 At the Sound of the Bell
- 1977 Third або St. Louis Hounds
- 1990 Lost in America
- 2010 Echo & Boo
- 2018 Prodigal Dreamer

### Живі записи
- 2011 Live and Unleashed
- 2016 House Broken

### Боксети і збірки
- 2007 Has Anyone Here Seen Sigfried?
- 2014 The Pekin Tapes, Recorded 1973

### Пов'язані альбоми
- 2000 Pavlov's Dog 2000 — End of the world
- 2007 David Surkamp — Dancing On The Edge Of A Teacup
- 2012 Hi-Fi — The Complete Collection / The Seattle Years